# Impressions d'enfance
Les Impressions d'enfance op. 28 constituent une suite pour violon et piano achevée par Georges Enesco en 1940. La composition est dédiée à la mémoire d'Eduard Caudella, premier professeur de violon du musicien.

## Contexte
L'œuvre pour violon et piano d'Enesco, si l'on met de côte les pièces sans opus ou posthumes, se limite à trois sonates et à cette suite qui leur est postérieure. La chronologie des pièces respecte le déroulement d'une journée (jour puis nuit) et la musique s'inspire fortement du folklore roumain.
La création a eu lieu à Bucarest le 22 février 1942 par le compositeur au violon et Dinu Lipatti au piano.

## Structure
La suite se compose de dix parties :
- Ménétrier
- Vieux mendiant
- Ruisselet au fond du jardin
- L'Oiseau en cage et le coucou au mur
- Chanson pour bercer
- Grillon
- Lune à travers les vitres
- Vent dans la cheminée
- Tempête au dehors, dans la nuit
- Lever de soleil

L'exécution requiert environ vingt minutes.